# 1605

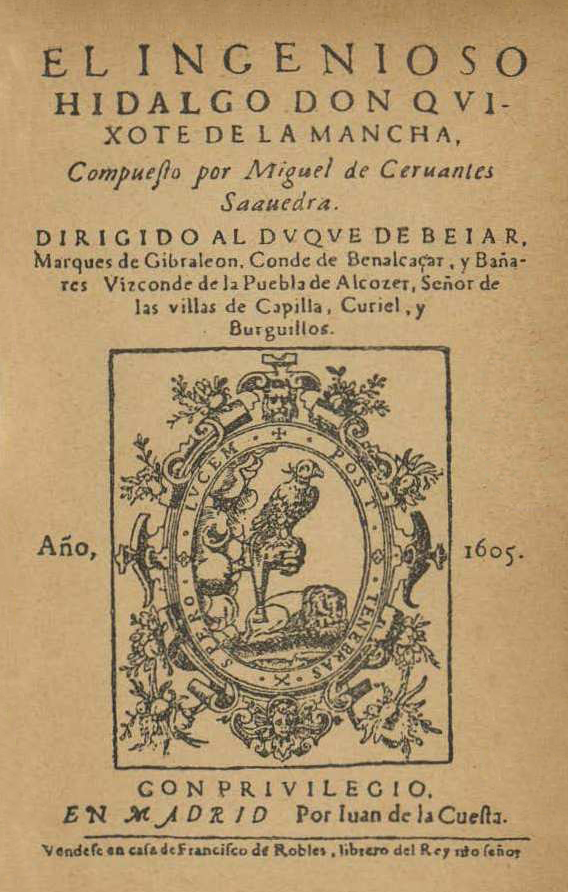
Rosto da primeira edição de Dom Quixote - El ingenioso hidalgo don Quijote de la Mancha. Madrid.

- Wikisource

| Calendário gregoriano                                                        | 1605 MDCV                            |
| Ab urbe condita                                                              | 2358                                 |
| Calendário arménio                                                           | 1054 – 1055                          |
| Calendário bahá'í                                                            | -239 – -238                          |
| Calendário budista                                                           | 2149                                 |
| Calendário chinês                                                            | 4301 – 4302 Início a 18 de fevereiro |
| Calendário copta                                                             | 1321 – 1322                          |
| Calendário etíope                                                            | 1597 – 1598                          |
| Calendários hindus - Vikram Samvat - Calendário nacional indiano - Cáli Iuga | 1660 – 1661 1526 – 1527 4705 – 4706  |
| Calendário Holoceno                                                          | 11605                                |
| Calendário islâmico                                                          | 1014 – 1015                          |
| Calendário judaico                                                           | 5365 – 5366                          |
| Calendário persa                                                             | 983 – 984                            |
| Calendário rúnico                                                            | 1855                                 |
| Calendário solar tailandês                                                   | 2148                                 |

1605 (MDCV, na numeração romana)  foi um ano comum do século XVII do actual Calendário Gregoriano, da Era de Cristo, e a sua letra dominical foi B (52 semanas), teve início a um sábado e terminou também a um sábado.
| Ano completo                   |
| ------------------------------ |
| Ano comum com início ao sábado |

## Eventos
- Publicação de Don Quixote por Miguel de Cervantes.
- Os franceses fundam Port Royal (actualmente Annapolis, Nova Escócia), na colónia da Acádia.
- Naufrágio na Baía de Angra de uma nau portuguesa sob o comando do Capitão Manuel Barreto Rolim.

## Maio
- 16 de Maio - Paulo V é eleito papa.

## Novembro
- 5 de Novembro - Atentado da Pólvora, planejado por Guy Fawkes para explodir as Casas do Parlamento em Londres, mas falhado.

## Nascimentos
- 30 de Março - Duarte de Bragança, senhor de Vila do Conde (m. 1649).
- 8 de Abril - Rei Filipe IV de Espanha, III de Portugal.

## Mortes
- 5 de Março - Papa Clemente VIII (n. 1536).
- 27 de Abril - Papa Leão XI (n. 1535).

## Epacta e idade da Lua
| Epacta gregoriana | 10      |
| Idade da Lua      | Letra k |